# 王登山
王登山（1913年—1982年4月25日），出生於臺南廳北門嶼支廳（今台南市北門區）。他與郭水潭、徐清吉曾經加入日本人多田利郎在 1929年（昭和4年）創立的“南溟藝園”。是日治時期鹽分地帶文學作家群之中，相當重要的一位，也被後人列入北門七子。

## 生平事跡
- 由於王登山活躍的時代在日治時期，戰後因為語言轉換、戒嚴、忙於生計等原因，在文壇上消聲匿跡；而本人也沒有在戰後的文藝刊物發表回憶文字，以及對日治時期鹽分地帶文學的相關評論，因此關於王登山生平事跡的敘述，幾乎得仰仗林芳年、郭水潭等文友，以及羊子喬等後進研究者的說法。根據林芳年〈鹽分地帶的伙伴〉一文[1]所述，王登山生於1913年北門郡的小康之家，就讀台南二中（今台南一中），因家庭變故輟學回到故鄉。之後，王登山認識郭水潭與陳奇雲，隨著他們加入「南溟藝園」，開始研習文學。其詩風，林芳年云：「多係反應自己的生活實態」。王登山在24歲成家，娶了郭水潭的妹妹，郭水潭為此還作了一首詩，名為〈廣闊的海〉。王登山在北門庄役場任職，沒有幾年就調升為庄役場的幹部，調升之後，經濟條件有所改善。然而，王登山喜好飲酒，婚前即有酗酒紀錄，因此影響他日後的際遇。由於林芳年對於王登山從日治末期到戰後的遭遇語帶保留，因此我們無法知道王登山離開北門庄役場的確切原因、婚姻狀況，以及這段期間他的文學創作情況。
- 王登山戰後的遭遇，據林芳年的說法是這樣的，「光復後曾經跟著一群的歌舞劇團走，致失去與人共勉的機會。這些劇團因水準偏差，跟不上時代，終遭淘汰厄運，而他也就只有另謀他就了。後來經人介紹，曾在一二家工廠當過守衛」[2]。除了事業不順以外，王登山後來也失去兒子(長子死於車禍)，晚景淒涼。他在1982年(民國71年)4月間辭世。
- 在文學活動方面，目前為止(2011/6/28)，從呂興昌〈郭水潭生平著作年表初稿〉」[3]、林慧姃〈吳新榮先生年表(1907~1967)〉」[4]。查考到的事跡經筆者整理，如下所示：
  - 王登山成為「佳里青風會」成員，該會由吳新榮、徐清吉等人所創，在西元1933年（昭和八年）10月4日成立。
  - 西元1935年（昭和十年）「台灣文藝聯盟佳里支部」成立時，王登山擔任編輯員，他與吳新榮、郭水潭等人在佳里公會堂舉行佳里支部的發會式。支部成立以後，王登山與吳新榮、郭水潭等人積極創作，並多次投稿當時台灣的重要文藝刊物及報紙。
  - 在「台灣文藝聯盟佳里支部」存在時期（1935.6.1~1936.12.26），王登山曾出席該組織所召開的《台灣新文學》檢討座談會，也曾與吳新榮、徐清吉、王登山、黃平堅、林芳年、黃清澤等人，參加楊景雲(東南新報台南支局長)、莊茂林（台灣新文學社台南代表）所主辦的台南第一次文藝座談會。1936年5月1日佳里支部改組，王登山依然繼續參加。支部解散以後，由於成員在會中決議、通過：支部解散以後，支部成員仍可稱為「鹽分地帶同人」，因此王登山屬於「鹽分地帶同人」。
  - 西元1941年9月7日，王登山應吳新榮的邀請，與莊培初、林芳年、王碧蕉、陳岸、黃清澤等人，接待從台北南下的張文環、黃得時、王井泉、巫永福、陳逸松，以及從台中來的楊逵。王登山與其他鹽分地帶文友召開歡迎會，並攝影留念。
  - 王登山、吳新榮、王碧蕉、林芳年、林金莖、五藤男（日人），以及郡役所主任級三、四人在北門郡成立「白柚吟社」(社名由吳新榮提議)。

## 文學成就
- 目前為止(2011/6/28)，能知道的作品有：〈沉澱的風景〉、〈海邊的春〉、〈春景〉、〈童心〉、〈在窗邊〉、〈憂鬱的靈魂〉、〈樓上的女人〉、〈中午的飯盒〉。這8首詩作收錄在羊子喬與張恒豪主編的《光復前台灣文學全集》。這8首之中，〈童心〉刊載在1936年2月間的《台灣新民報》。
- 當時日籍著名詩人黑木謳子相當欣賞王登山的作品。
- 同時期的鹽分地帶文友林芳年，曾在〈鹽分地帶作家論〉一文[5]，肯定王登山詩作的文學性及風格，認為王的作品「帶著粗獷而具有牧歌氣味的內容，一方面對語言的措詞新穎。因常在他的作品中出現了新語，使一些愛好文學的日本人，為其突如其來的語彙表示驚訝。阿片詩人黑木謳子（終日打嗎啡針的日治時代抒情詩寫實派詩人的第一人者）曾譽他為日本新語製造專家。王登山的作品不大注重修辭，與他本人不講究整修邊幅的作風並無兩樣，但不會因此而來損害到他的作品價值」

## 作品的發表與出版
- 2014年為止，要讀到王登山的作品，需要去翻閱日治時期台灣文藝刊物、報紙及其影印、複刻本，或是透過林芳年、羊子喬、黃勁連等人在文章的引用內容，以及羊子喬、張恒豪所編的《光復前台灣文學全集》。至於王登山的日文詩與小品文集《無偽之告白》，其中譯文本可在《葉笛全集10‧翻譯卷三》[6]讀到。翻譯其詩文的台灣詩人葉笛提到，《無偽的告白》日文原稿之得以出土，係呂興昌教授親訪王登山兒子王光輝的屏東住所及郭水潭兒郭昇平的大灣住所等兩處所發現。兩處所得資料，合起來方是完整原稿。王登山《無偽之告白》的詩文，戰後由台灣詩人與詩論家葉笛翻譯成中文，後來被人收錄在《葉笛全集9 翻譯卷二》。[7][8]王登山的若干日文詩作，如：〈沈澱的風景〉、〈憂鬱的靈魂〉、〈中午的飯盒〉、〈在窗邊〉、〈春晨〉、〈樓上的女人〉、〈海邊的春〉，戰後由台灣詩人陳千武翻譯成中文，之後被收錄在陳明台主編的《陳千武譯詩選集》裡。[9]。
- 2014年為止，使用「全國圖書書目資訊網」搜尋，查無作品出版。其日文詩與小品文集《無偽之告白》，沒有出版。
- 2014年為止，使用「台灣書目整合查詢系統」、「台灣期刊論文索引系統」搜尋，查到一篇戰後他所發表的文章。
  - 王登山，〈台灣南部的民謠、童謠及四句〉，民國48年3月的《南瀛文獻》，頁39~69。

## 相關研究與介紹
- 相關研究與介紹：2014年為止，使用「臺灣書目整合查詢系統」、「臺灣期刊論文索引系統」查詢，已知有：
  - 羊子喬，〈王登山簡介〉，民國68年5月16日的自立晚報。
  - 羊子喬，〈戰前的台灣新詩〉，民國89年10月的《國文天地》，頁16~25。
  - 葉笛，〈鹽村的詩人王登山〉，民國94年3月的《創世紀詩雜誌》，頁128~136。
  - 許獻平，〈鹽分地帶新文學拓荒者—北門七子〉，民國94年9月的《南瀛文獻》，頁146~173。
- 博碩士論文：2014年為止，使用「臺灣博碩士論文知識加值系統」查詢，已知有：
  - 鄧婉婷，《1930年代台灣現代詩的成立與展開》，國立中正大學台灣文學所，2009年碩士論文。
  - 莊曉明，《日治時期鹽分地帶詩人群和風車詩社詩風之比較研究》，國立台北教育大學台灣文化研究所，2008年碩士論文。
  - 蔡惠甄，《鹽窩裡的靈魂—北門七子文學研究》，私立佛光大學文學系，2008年碩士論文。
  - 周華斌，《從敷島到華麗島的受容與變異-探討日據時期從日本到台灣的短歌與俳句文學》，國立成功大學台灣文學研究所，2006年碩士論文。
  - 王秀珠，《日治時期鹽分地帶詩作析論—以吳新榮、郭水潭、王登山為主》，國立高雄師範大學國文教學碩士班，2004年碩士論文。

## 外部連結
- 南瀛探索/第八章/第八节 （页面存档备份，存于）
- 阿三哥記事簿>台灣詩歌之五十一：王登山「中午的飯盒」 （页面存档备份，存于）